# Laura Seelkopf
Laura Seelkopf (* 31. August 1982 in Würzburg) ist eine deutsche Politikwissenschaftlerin und Hochschullehrerin. Sie ist Professorin für Internationale Vergleichende Politikforschung am Geschwister-Scholl-Institut (GSI) für Politikwissenschaft an der LMU München. 
Geboren in Würzburg als Tochter des Bibliothekars Dr. Martin Seelkopf und der Ärztin Dr. Ursula Seelkopf, studierte Laura 
Seelkopf von 2001 bis 2007 an der Universität Konstanz und wurde im Jahr 2012 an der University of Essex promoviert. Von 2018 bis 2020 war sie bereits als Juniorprofessorin an der LMU München tätig, anschließend 2020 bis 2022 als Assistenzprofessorin an der Universität St. Gallen. Ihren Forschungsschwerpunkt bilden die Steuer- und Sozialpolitik im globalen und historischen Kontext.
Seelkopf ist seit 2020 durch die Bundesregierung berufenes Mitglied des Rats für Sozial- und Wirtschaftsdaten (RatSWD) und war 2018 bis 2021 Vorstandsmitglied der Deutschen Vereinigung für Politikwissenschaft.

## Schriften (Auswahl)
- Philipp Genschel, Laura Seelkopf (Hrsg.): Global taxation: how modern taxes conquered the world. Oxford University Press, 2022, ISBN 978-0-19-289757-2 (englisch).
- The Political Economy of Foreign Aid Allocation: Arguments and Applications, Thesis (Ph.D.), Dept. of Government, University of Essex, 2012